# Vāyqān
Vāyqān (persiska: وایقان, وَيَگَن, وَيِقان, وايگان) är en ort i Iran.   Den ligger i provinsen Östazarbaijan, i den nordvästra delen av landet, 600 km nordväst om huvudstaden Teheran. Vāyqān ligger 1 304 meter över havet och antalet invånare är 4 091.
Terrängen runt Vāyqān är platt söderut, men norrut är den kuperad. Terrängen runt Vāyqān sluttar söderut. Runt Vāyqān är det ganska tätbefolkat, med 56 invånare per kvadratkilometer. Närmaste större samhälle är Shabestar, 5,7 km norr om Vāyqān. Trakten runt Vāyqān består i huvudsak av gräsmarker.